# Обложковский сельский совет (Глуховский район)
Обложковский сельский совет (укр. Обложківська сільська рада) — входит в состав
Глуховского района
Сумской области
Украины.
Административный центр сельский совета находится в 
с. Обложки
.

## Населённые пункты совета
- с. Обложки